# Antonio Carluccio
Antonio Carluccio (Vietri sul Mare, 19 de abril de 1937 - Londres, 8 de novembro de 2017) foi um chef, dono de restaurante e especialista em alimentos italiano, que residia em Londres.

## Livros
- An Invitation to Italian Cooking (1986)
- A Passion for Mushrooms (1988)
- A Taste of Italy (1989)
- Passion for Pasta (1993)
- Italian Feast (1996)
- Antonio Carluccio's Music and Menus from Italy: Great Italian Arias, Classic Italian Recipes (1996)
- Carluccio's Complete Italian Food (1997)
- Southern Italian Feast (1998)
- The Complete Mushroom Book (2001)
- Antonio Carluccio Goes Wild: 120 Fresh Recipes for Wild Food from Land and Sea (2001)
- Italia (2005)
- Carluccio's Complete A-Z of Italian Food (2007)
- Antonio Carluccio's Simple Cooking (2009)
- My Kitchen Table - Antonio Carluccio: 100 Pasta Recipes (2011)
- Two Greedy Italians (2011) com Gennaro Contaldo
- Two Greedy Italians Eat Italy (2012) com Gennaro Contaldo
- Recipe for Life (2012)
- Antonio Carluccio: The Collection (2012)